# Ostrovy Diega Ramíreze
Ostrovy Diega Ramíreze (španělsky Islas Diego Ramírez) je souostroví v Drakeově průlivu, které leží více než 100 km jižně od mysu Horn. Je součástí chilského regionu Magallanes a Chilská Antarktida. Skupina ostrovů má celkovou rozlohu o něco větší než 1 km². Souostroví je bez stálého osídlení, pouze na druhém největším ostrově Gonzalo byla postavena meteorologická stanice, kterou provozuje chilské námořnictvo.

## Přehled ostrovů
Souostroví je tvořeno severní a jižní skupinou. Největší je Bartolomé o rozloze 93 ha, kde je také nejvyšší bod souostroví s nadmořskou výškou 190 m. Islote Águila (Orlí ostrůvek) je nejjižnějším ostrovem celého jihoamerického kontinentu.
| Ostrov     | Rozloha (km²) | Skupina | Nejvyšší vrchol | Výška | Lokalizace                       |
| ---------- | ------------- | ------- | --------------- | ----- | -------------------------------- |
| Cabezas    | —             | severní | —               | —     | 56°26′48″ j. š., 68°44′43″ z. d. |
| Peñailillo | —             | severní | —               | —     | 56°26′52″ j. š., 68°44′32″ z. d. |
| Norte      | —             | severní | —               | —     | 56°27′11″ j. š., 68°44′16″ z. d. |
| Martínez   | —             | severní | —               | —     | 56°27′30″ j. š., 68°44′ z. d.    |
| Mendoza    | —             | severní | —               | —     | 56°27′36″ j. š., 68°43′49″ z. d. |
| Santander  | —             | jižní   | —               | —     | 56°29′47″ j. š., 68°44′25″ z. d. |
| Vergara    | —             | jižní   | —               | —     | 56°29′47″ j. š., 68°43′26″ z. d. |
| Bartolomé  | 0,93          | jižní   | —               | 190   | 56°30′33″ j. š., 68°43′42″ z. d. |
| Pontevedra | —             | jižní   | —               | —     | 56°30′1″ j. š., 68°43′33″ z. d.  |
| García     | —             | jižní   | —               | —     | 56°30′51″ j. š., 68°43′53″ z. d. |
| Gonzalo    | 0,38          | jižní   | —               | —     | 56°31′25″ j. š., 68°43′7″ z. d.  |
| Ester      | —             | jižní   | —               | —     | 56°31′15″ j. š., 68°41′55″ z. d. |
| Torres     | —             | jižní   | —               | —     | 56°31′42″ j. š., 68°43′18″ z. d. |
| Nahuel     | —             | jižní   | —               | —     | 56°31′38″ j. š., 68°42′2″ z. d.  |
| Barros     | —             | jižní   | —               | —     | 56°31′52″ j. š., 68°41′29″ z. d. |
| Hernández  | —             | jižní   | —               | —     | —                                |
| Águila     | —             | jižní   | —               | —     | 56°32′14″ j. š., 68°43′11″ z. d. |

## Historie
Ostrovy objevil 12. února 1619 Španěl García de Nodal a pojmenoval je podle kosmografa své výpravy Diega Ramíreze de Arellano. Byly nejjižnějším známým místem na zeměkouli do roku 1775, než James Cook objevil Jižní Sandwichovy ostrovy.

## Flóra a fauna
Ostrovy jsou porostlé travami a lišejníky, hnízdí zde množství mořských ptáků (buřňák obrovský, albatros šedohlavý, albatros černobrvý, tučňák skalní).

## Počasí
Průměrné teploty se pohybují okolo 3 °C v zimě a 7 °C v létě, ročně spadne okolo 1300 mm srážek.